# Reine Colaço Osorio-Swaab
Reine Colaço Osorio-Swaab (* 16. Januar 1881 in Amsterdam; † 14. April 1971 ebenda) war eine niederländische Komponistin.

## Leben
In einer wohlhabenden, gläubigen jüdischen Amsterdamer Familie aufgewachsen, wandte sich Reintje „Reine“ Colaço Osorio-Swaab erst nachdem ihre Kinder erwachsen und ihr Mann Samuel Colaço Osorio verstorben waren im Alter von etwa fünfzig Jahren dem Komponieren zu. Seit den 1930er-Jahren trat sie zunächst vor allem mit Liedern u. a. auf Texte von Jacques Perk, Paul Verlaine, Rainer Maria Rilke und Stefan George hervor. Sie studierte bei Ernest Willem Mulder und Henk Badings, unter dessen Anleitung sie sich vermehrt der Kammermusik zuwandte. Als frühe Instrumentalwerke entstanden etwa 1940 die Sonate für Violine und Klavier und die Suite für Flöte, Violine und Viola.  
Ein persönliches Schlüsselwerk ist Monument nach Texten von Hendrik de Vries für Sopran und Klavier (1946) im Gedenken an ihren 1944 im Konzentrationslager Dachau ermordeten Sohn Jehuda. Zahlreiche ihrer Werke haben religiöse oder philosophische Bezüge. Wichtig waren für sie u. a. die Schriften von Martin Buber, die sie zum Teil ins Niederländische übersetzte. Ihren Lebensabend verbrachte Reine Colaço Osorio-Swaab seit 1966 im jüdischen Pflegeheim „Beth Shalom“ in Amsterdam, wo sie am 14. April 1971 verstarb.

## Werke (Auswahl)

### Orchester
- Dramatische Ouvertüre (1953)

### Duos und Kammermusik
- Twee Gavottes in ouden stijl voor piano; G. Alsbach & Co., Amsterdam, 1929 (No. 1) 1930 (No. 2).
- Sonate für Violine und Klavier (1940)
- Suite für Flöte, Violine und Viola (1940)
- Klaviertrio (1941)
- Cavatine für Fagott und Klavier (1942)
- Suite für Bläserquintett (1948)
- Fantasie für Flöte und Harfe (1949)
- Trio für zwei Violine und Viola (1950)
- Tsaddiék. Intermezzo für Viola und Klavier (1953)
- Streichquartett (1955)
- Trio für Klarinette, Harfe und Violoncello (1956)
- Sonatine für Klarinette und Klavier (1958)

### Vokalmusik
- Genezing van den blinde. Deklamatorium nach dem Evangelium nach Johannes, Kapitel 9, für Sprechstimme und Orchester (1950)
- Lieder für Gesang und Klavier
- Vortragsstücke für Sprechstimme und Klavier
- Chorsätze a cappella oder mit Instrumentalbegleitung